# Xã Bowman, Quận Sullivan, Missouri
Xã Bowman (tiếng Anh: Bowman Township) là một xã thuộc quận Sullivan, tiểu bang Missouri, Hoa Kỳ. Năm 2010, dân số của xã này là 395 người.